# Falcon Patrol
Falcon Patrol I und II sind zwei Computerspiele für den Commodore 64, die von Steve Lee geschrieben und von Virgin Games in den Jahren 1983 (Falcon Patrol I) und 1984 (Falcon Patrol II) veröffentlicht wurden. Falcon Patrol II erschien im Jahre 1985 auch für den ZX Spectrum, Falcon Patrol I erschien weiterhin für den VC20.
Falcon Patrol ist ein Shoot ’em up (H-Scrolling), das in einem Landstrich des Mittleren Ostens spielt. Der Spieler kontrolliert einen Düsenjet (VTOL-Luftfahrzeug), mit dem er angreifende Düsenjets (Teil I) oder Helikopter (Teil II) vernichten soll, um jeweils in den nächsten Level zu gelangen. Falcon Patrol I und Falcon Patrol II unterschieden sich hauptsächlich in den unterschiedlichen Angreifern und der Ausgestaltung der einzelnen Level.
2007 wurde das Spiel für Windows neu aufgelegt.

## Indizierung in Deutschland
Die Spiele wurden am 31. Januar und am 15. April 1987 von der Bundesprüfstelle für jugendgefährdende Schriften indiziert und im Dezember 2011 vom Index gestrichen.